# Atarisoft
Atarisoft fue una marca de distribución propiedad de  Atari, Inc. durante  1983 y 1984 que usaron para publicar videojuegos para computadoras y consolas que  no fueran  de  Atari.  Cada plataforma tenía un color especificar para cual era : los videojuegos vendidos para el Commodore 64 estaban en cajas verdes, los juegos para el TI-99/4A en amarillo, el IBM PC en azul y muchos más.
Atarisoft tuvo cierto éxito  durante las temporada navideñas de 1983 la compañía lanzó varios juegos para la  computadora descontinuada TI-99/4A.  En 1984 corrió el rumor de que Atari planeaba dejar de fabricar consolas y sólo crear software para terceros.  A pesar de haber sido una marca que existio durante menos de dos años, Atarisoft tenía una enorme biblioteca de videojuegos con docenas de versiones de juegos lanzadas. Casi todos los lanzamientos de Atarisoft fueron producidos por desarrolladores externos, ya que Atari solo desarrolló para sus propios sistemas.
el logotipo de  Atarisoft no llevaba el famoso logotipo "Fuji" de Atari ni los logotipos oficiales de los juegos que lanzaban, sino que los nombres de los juegos estaban escritos en un tipo de letra estándar e igual para todos.
La marca Atarisoft utilizada por Atari, Inc. se dejó de usar cuando Warner Communications vendió la división de Atari a Jack Tramiel en 1984. Muchos otros juegos estaban en desarrollo  cuando se vendió Atari,  La mayoría se cancelaron, aunque algunos fueron finalmente lanzados por otras compañías. Algunos juegos se completaron, como el port de Stargate para IBM PC, pero nunca se publicó.
Atari Corporation utilizó la marca Atarisoft. Para  varios títulos para computadoras Atari de 8 bits (tanto juegos como no software) fueron publicados por Atari UK y Atari France usando el sello Atarisoft en 1985. Atari dejó de utilizar la marca Atarisoft después de 1985.

## Juegos multiplataforma

### lanzamiento
Estos fueron publicadps durante el lapso de 1983-84. La mayoría fueron se publicaron por Atari, Inc., pero algunos de ellos fueron lanzados por Atari Corporation más tarde en 1984.
- Battlezone (Apple II, C64, VIC-20, IBM PC)
- Centipede (Apple II, ColecoVision, C64, VIC-20, IBM PC, Intellivision, TI-99/4A)
- Crystal Castles (Apple II, C64)
- Defender (Apple II, ColecoVision, C64, VIC-20, IBM PC, TI-99/4A, Intellivision)
- Dig Dug (Apple II, C64, VIC-20, IBM PC, TI-99/4A)
- Donkey Kong (Apple II, C64, VIC-20, IBM PC, TI-99/4A)
- Galaxian (Apple II, ColecoVision, C64, VIC-20, IBM PC, ZX Spectrum)
- Gremlins (Apple II, C64, IBM PC)
- Joust (Apple II, IBM PC)
- Jungle Hunt[1] (Apple II, ColecoVision, C64, VIC-20, IBM PC, TI-99/4A)
- Moon Patrol[1] (Apple II, C64, VIC-20, IBM PC, TI-99/4A)
- Ms. Pac-Man[1] (Apple II, C64, VIC-20, IBM PC, TI-99/4A, ZX Spectrum)
- Pac-Man (Apple II, C64, VIC-20, IBM PC, Intellivision, TI-99/4A, ZX Spectrum)
- Picnic Paranoia (TI-99/4A)
- Pole Position[1] (BBC Micro, C64, VIC-20, TI-99/4A, ZX Spectrum)
- Protector II (TI-99/4A)
- Robotron: 2084 (Apple II, BBC Micro/Acorn Electron, C64, VIC-20, IBM PC)
- Shamus (TI-99/4A)
- Stargate (Apple II, C64)
- Track & Field (Apple II, C64)

### cancelados
Juegos promocionados, parcialmente a medio completar o totalmente completados, pero Atari no los publicó.
- Asteroids Deluxe (BBC Micro)
- Battlezone (BBC Micro/Acorn Electron)
- Centipede (IBM PCjr)
- Crystal Castles (IBM PC)
- Dig Dug (BBC Micro/Acorn Electron, ColecoVision, Intellivision, ZX Spectrum)
- Donkey Kong (BBC Micro/Acorn Electron, IBM PCjr, ZX Spectrum)
- Donkey Kong Jr. (BBC Micro)
- Galaxian (Intellivision)
- Joust (BBC Micro, ColecoVision, C64, Intellivision, VIC-20, TI-99/4A)
- Jungle Hunt (Intellivision)
- Mario Bros. (Apple II, C64,[3] VIC-20, IBM PC, TI-99/4A)
- Missile Command (Apple II, ColecoVision, C64, VIC-20, IBM PC, Intellivision, TI-99/4A)
- Moon Patrol (ColecoVision, IBM PCjr, ZX Spectrum)
- Ms. Pac-Man (BBC Micro/Acorn Electron, ColecoVision, IBM PCjr, Intellivision)
- Pac-Man (ColecoVision)
- Pole Position (Apple II, Intellivision)
- Robotron: 2084 (TI-99/4A, ZX Spectrum)
- Sinistar (Acorn Electron, BBC Micro) later published as DeathStar by Superior Software
- Stargate (VIC-20, TI-99/4A, IBM PC)
- Super Storm (TI-99/4A) port of Slime
- Track & Field (IBM PC)
- Typo Attack (Apple II, C64, VIC-20, IBM PC, IBM PCjr)
- Vanguard (Apple II, C64, VIC-20, IBM PC, Intellivision, TI-99/4A)

## Lanzamientos de Atari UK
lanzados en 1985:
- Chess (Atari 8-bit)

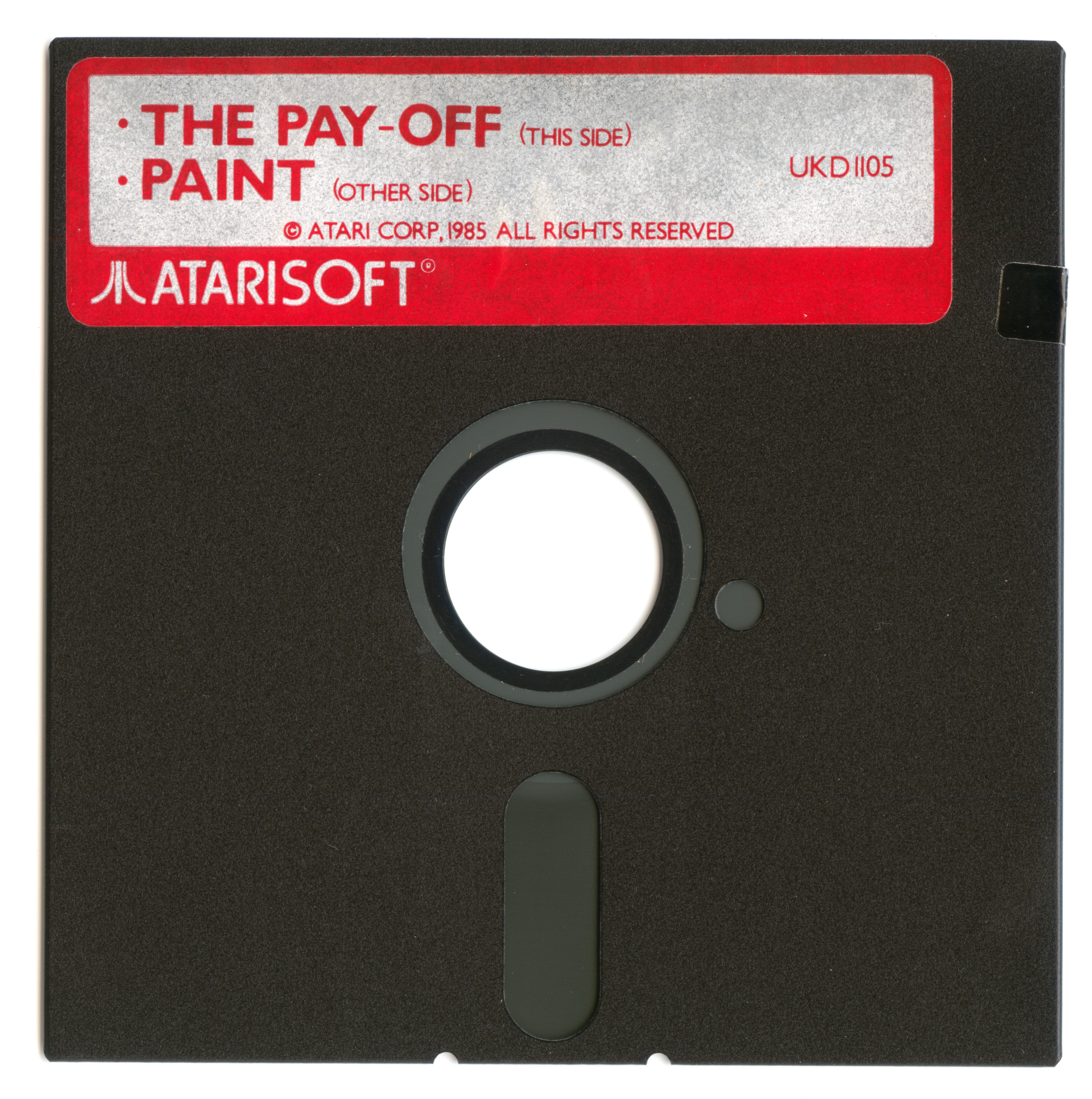
Disquete "Paint"/"The Pay-Off" de la marca Atarisoft, suministrado como parte del "Paquete de software"

- Eastern Front (1941) (Atari 8-bit)
- European Countries and Capitals (Atari 8-bit)
- An Invitation to Programming (Atari 8-bit)
- The Lone Raider (Atari 8-bit)
- Software Pack (The Home Filing Manager and The Pay-Off / Paint) (Atari 8-bit)

## Lanzamientos de Atari Francia
Todos lanzados en 1985:
- Cameléon (Atari 8-bit)
- Énigme du triangle (Atari 8-bit)
- Nostradamus (Atari 8-bit)
- Promoteur (Atari 8-bit)